# صراف آلي للبتكوين

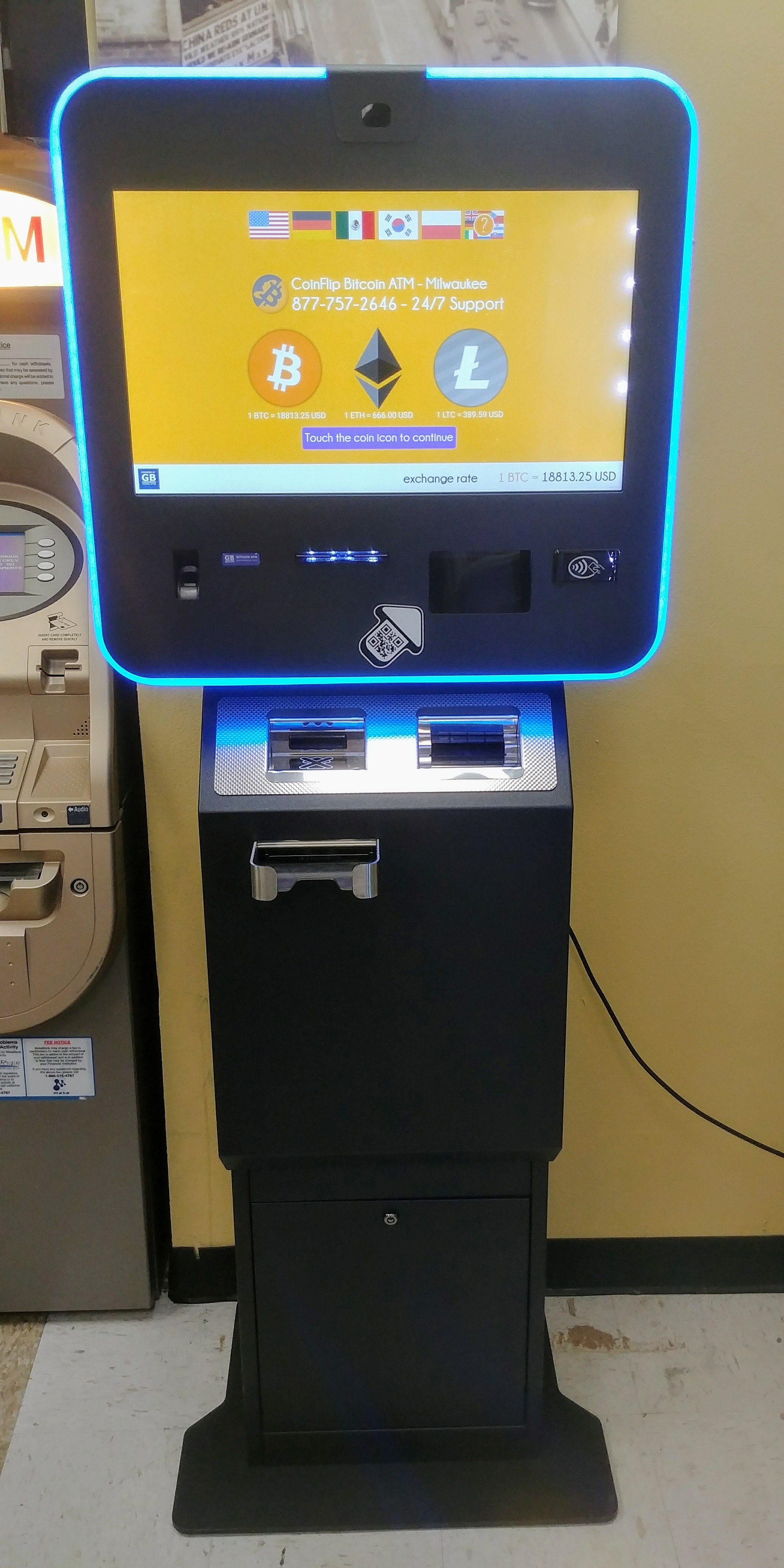
جهاز الصراف الآلي cryptocurrency في ميلووكي ، ويسكونسن. هذا النموذج يسمح للمستخدمين شراء أو بيع عملة البيتكوين وغيرها من العملات المشفرة.

جهاز الصراف الآلي للبيتكوين هو آلة تتيح لشخص ما شراء عملة البيتكوين باستخدام بطاقة نقد أو بطاقة خصم. توفر بعض أجهزة الصراف الآلي تلك وظائف ثنائية الاتجاه تتيح شراء أو بيع العملة الرقمية. في بعض الحالات، يطلب مزودو أجهزة الصراف الآلي التي تتعامل مع البيتكوين أن يكون لدى المستخدمين حساب بنكي تقليدي لإتمام المعاملات على الجهاز.
أجهزة الصراف الآلي التي تدعم البيتكوين والمربوطة مع شبكة الإنترنت هي أجهزة صراف آلي تقليدية وتتصل بحساب بنكي للسماح بعملية شراء غير نقدية لعملة البيتكوين. وفقًا لاستشارة صادرة عن مكتب حماية المستهلك المالي، قد يفرضون أيضًا رسومًا مرتفعة على المعاملات، حيث تصف تقارير وسائل الإعلام وصول رسوم المعاملة إلى ما يقارب ال 7٪ وأسعار الصرف إلى 50 دولارًا فوق الأسعار التي يمكن أن تحصل عليها في مكان آخر.